# Ockholm
Ockholm (północnofryz. e Hoolme, duń. Okholm) – gmina w Niemczech w kraju związkowym Szlezwik-Holsztyn, w powiecie Nordfriesland, wchodzi w skład urzędu Mittleres Nordfriesland.